# HY4 (самолёт)

HY4 — первый в мире пассажирский самолёт с двигателем на водородном топливном элементе. Первый полёт осуществлен 29 сентября 2016 года.
Самолёт HY4 создан на базе электрического самолёта Pipistrel Taurus Electro G4 (Словения).

### Особенности
Самолёт имеет оригинальную компоновку: в центре конструкции находится гондола с двигателем, а по бокам — два пассажирских фюзеляжа. По мнению разработчиков, подобная схема обеспечивает оптимальное распределение компонентов привода и более высокую общую грузоподъемность.
Главной же особенностью HY4 является двигатель, работающий на водородном топливном элементе. Низкотемпературные мембранные топливные элементы с протоннообменной мембраной превращают заключённую в водороде химическую энергию в электрическую, которая вращает винт самолёта.
Кроме пассажиров, в боковых фюзеляжах самолёта HY4 располагаются водородные баки, каждый из которых вмещает 9 килограммов водорода под высоким давлением.
На данный момент водородные топливные элементы вырабатывают энергию только для горизонтального полёта. При взлёта и набора высоты работает литий-полимерная аккумуляторная батарея ёмкостью 21 кВт·ч, которая добавляет в двигатели накопленную ею дополнительную энергию.
Конструкторы самолёта делают акцент на том, что водород для топливных элементов производился с помощью возобновляемых источников энергии, что делает самолёт HY-4 полностью свободным от вредных выбросов летательным аппаратом.
Первый полёт самолёт HY4 осуществил 29 сентября 2016 года в аэропорту немецкого города Штутгарт. Самолёт пробыл в воздухе около 15 минут.
В перспективе есть планы создать региональный самолёт вместимостью до 19 пассажиров.
В проекте участвовали инженеры компании Pipistrel, занимающейся конструированием легкомоторных самолётов, специалисты компании Hydrogenics (разработка технологий водородных топливных элементов). Научную и инженерную поддержку проекту оказывали исследователи из университета Ульма и Института технической термодинамики немецкого Космического центра.

## Перспектива
В перспективе, работа в рамках проекта HY4 будет направлена на увеличение эффективности энергетической системы самолета. Конечной целью проекта является создание относительно большого летательного аппарата на водородных топливных элементах, который будет способен перевозить 19 пассажиров. 
"Небольшой пассажирский самолет, такой, как HY4, может использоваться для перевозок в пределах региональных авиалиний. А электрическая природа этих "воздушных такси" обеспечит экологическую чистоту того, что можно считать одним из видов транспорта будущего" - сказал один из руководителей проекта Джозеф Кальо (Josef Kallo).

## Лётно-технические характеристики
Источник данных: «Уголок неба»

Технические характеристики
- Экипаж: 4 человека
- Длина: 7,4 м
- Размах крыла: 21,36 м
- Высота:
- Масса пустого: 630 кг
- Максимальная взлётная масса: 1500 кг
- Силовая установка: 1 × ЭД
- Мощность двигателей: 1 × 80 кВт

Лётные характеристики
- Максимальная скорость: 200 км/ч
- Крейсерская скорость: 145 км/ч
- Практическая дальность: 1500 км
- Практический потолок: 3000 м